# Rhynchonereella setosa
Rhynchonereella setosa är en ringmaskart som först beskrevs av Richard Greeff 1885.  Rhynchonereella setosa ingår i släktet Rhynchonereella och familjen Alciopidae. Inga underarter finns listade i Catalogue of Life.